# Dąbrówka (powiat starogardzki)
Dąbrówka – wieś kociewska w Polsce położona w województwie pomorskim, w powiecie starogardzkim, w gminie Starogard Gdański.
W latach 1975–1998 miejscowość położona była w województwie gdańskim.

## Historia wsi
Od 9 do 29 listopada 1906 r. w miejscowej szkole elementarnej odbył się strajk dzieci przeciwko nauczaniu religii w języku niemieckim. Z uczestników strajku znane są nazwiska następujących dzieci: W., J., R. Góreccy, W., M. Kamińskie, Z. Łosińska, P. Karczyński, J. Kochanowski, J. Wodzeń, W. Mieliwek, A. Lewandowski, L. Czubek, F. Sawoliński, R. Gonsakowska, A. Ossowski, Z. Gałkowska. Strajk był elementem znacznie większej akcji biernego oporu wobec pruskich władz szkolnych, która na przełomie 1906 i 1907 r. objęła ponad 460 (!) szkół w prowincji Prusy Zachodnie, czyli przedrozbiorowe Pomorze Gdańskie, Powiśle, ziemię chełmińską i ziemię lubawską oraz część Krajny. Inspiracją dla strajków pomorskich były wcześniejsze działania dzieci w prowincji wielkopolskiej, ze słynnym strajkiem we Wrześni (1901) na czele.

## Zabytki
Według rejestru zabytków NID na listę zabytków wpisany jest kościół parafialny pw. Podwyższenia Krzyża, XIV/XV, nr rej.: A-320 z 8.09.1962.
Gotycki kościół został zbudowany pod koniec XIV wieku, posiada potężną wieżę zachodnią krytą hełmem ostrosłupowym. W roku 1917 erygowano tu samodzielną parafię Podwyższenia Krzyża Świętego. Najcenniejszym zabytkiem w kościele jest gotycka Pietà z pierwszej połowy XV wieku. Ołtarz główny i ołtarze boczne oraz ambona powstały znacznie później – w połowie XVIII wieku.